# Tiberiu Almosnino
Tiberiu Almosnino (n. 2 decembrie 1962, București) este un balerin român, maestru de balet la Opera Națională București.

## Biografie
Părinți: mama- Eleonora Almosnino (pseudonim Nora Iuga), poetă, traducătoare, membru în Uniunea Scriitorilor din România; tatăl - George Almosnino, poet, membru în Uniunea Scriitorilor din România; are un fiu, Luca Maximilian Almosnino.
A urmat Liceul de Coregrafie “George Enescu” din București. În 1981 devine angajat al Operei Naționale din București. În 1983 dansează primele roluri de prim solist iar din 2000 este maestru de balet. În paralel cu activitatea solistică de prim balerin a devenit și maestru de balet la ONB.
- Artist invitat la diferite festivaluri naționale și internaționale, emisiuni radio/tv, de divertisment și aniversare; a dansat de-a lungul carierei cu mari nume ale baletului românesc și internațional; a fost și profesor pe o perioadă de 2 ani la Liceul "Floria Capsali", București.
În prezent, este maestru de balet la ONB și colaborator la diferite teatre bucureștene.

## Palmares artistic
- - “Romeo și Julieta” de S.Prokofiev – Romeo și Tybald
- - “Lacul lebedelor” de P.I.Ceaikovski – Rotbart
- - “Don Quijote” de L.Minkus – Espado
- - “Carmen” de G.Bizet – Escamillo
- - “La fille mal gardée » de F.Herold – J.Lanchbery – Colas
- - « Îmblânzirea scorpiei » (colaj muzical) – Petrucchio, Lucenzio
- - “Carmina Burana” de Carl Orf – El
- - “Tristan și Isolda” de R.Wagner – Tristan
- - « Anna Karenina » de P.I.Ceaikovski – Karenin
- - “Notre Dame de Paris” (colaj muzical) – Frollo
- - « Spărgătorul de nuci » de P.I.Ceaikovski – Prințul, Drosselmayer (coregrafii diferite)
- - « Cenușăreasa » de S.Prokofiev – Strâmbuța
- - « Baiadera » de L.Minkus – Brahmanul
- - “Manfred” de P.I.Ceaikovski – Manfred
- - “Francesca di Rimini” de P.I.Ceaikovski – Călătorul
- - « Simfonia fantastică » de H.Berlioz – Compozitorul
- - “Pasărea de foc” de  I.Stravinski – Ivan
- - “Bolero”de M.Ravel
- - "La piață" de M.Jora - Ofițerul, o haimana
- - Coregrafii contemporane: “Jurnal nescris” în coregrafia lui Ch.Vodoz
- -“Cântec înalt” în coregrafia Adinei Cezar
- - "Giselle" de A.Adam - Hans
- - "Peer Gynt" de Grig - Duhul Munților, Moartea
- - "Visul unei nopți de vară" (colaj muzical) - Demetrius
- - "Valsuri" de J.Strauss - Visătorul
- - "Albă ca zăpada și cei șapte pitici" de C.Trailescu - Prințul

Divertismente în spectacole de operă:
- - "Faust" de Ch.Gounod
- - "Aida" de G.Verdi
- - "Lakme" de C.P.Leo Delibes
- - "Samson și Dalila" de Camille Saint-Saens

## Colaborări în spectacole de teatru
- “Nunta” de A.P.Cehov
- “Visul unei nopți de vară” de W.Shakespeare (regia: Beatrice Rancea)
- “Portretul lui  Dorian Gray” de O.Wilde
- « Hamletmachine » de H.Muller (regia : Dragoș Galgotiu)
- “Epopeea lui Ghilgameș” (regia: Dragoș Galgotiu)
- colaborări cu Opera din Iași

## Colaborări cu coregrafi
- Oleg Danovschi, Ioan Tugearu, Alexa Mezincescu, Mihaela Atanasiu, Gelu Barbu,  Yuriy Papcko, Valeriy Kovtun, Charles Vodoz, Doina Andronache, Răzvan Mazilu.
Turnee: Germania, Austria, Elveția, Belgia, Spania, Franța, Turcia, Coreea de Nord, Grecia, Olanda, Luxemburg, Italia, Bulgaria, Uniunea Sovietică, Marea Britanie, ș.a.
- colaborări în decursul anilor în calitate de balerin invitat la festivaluri naționale și internaționale de Operele din Iași, Timișoara, Teatrul Muzical « Nae Leonard » Galați, ș.a
- invitat « Festivalul Internațional”,  Salonic, Grecia
- invitat « Festivalul de la Phenian » Coreea de Nord
- invitat Gala decernării Premiilor UNITER, Teatrul Național București (două ediții)
- Confluența Artelor, Ateneul Român, București

## Premii și distincții
- 1992, Premiul de Interpretare, acordat de Uniunea Interpreților, Coregrafilor și Criticilor Muzicali, pentru rolurile Petrucchio și Romeo.
- 1993, Premiul de Interpretare, acordat de Uniunea Interpreților, Coregrafilor și Criticilor Muzicali, pentru rolul Manfred.
- 2004, distincția „Meritul Cultural” în grad de Cavaler, acordată de Președintele României

Scurte cronici:
- Știri române, (Agerpres), România Literară, Cultura,Ziarul financiar,Liternet.ro,Romanian vip, Agero, Meridianul Românesc, Ziua, Familia, ș.a.
De-a lungul carierei a fost publicat în cronici, interviuri, știri în diferite reviste de specialitate, ziare, reviste de cultură, mondene, radio-tv.